# Josip Šokčić
Dionisije Josip Šokčić (17. travnja 1902. – 27. lipnja 1968.) je bio bački hrvatski pjesnik, prozaik, publicist, nakladnik.  iz Subotice i poznati kulturni djelatnik bačkih Hrvata. Radio je kao novinar. Skupljao je zavičajne listove.
1924. je objavio zbirku stihova «Pjesme». 
Uređivao je više listova i časopisa. Dugo je godina uređivao list Neven.
Uređivao je još Bunjevačke novine i druge. 
Objavljivao je radove u bunjevačkohrvatskom omladinskom književnom časopisu za kulturu iz Subotice Bunjevačkom kolu (1933. – 1936.)
Zastupao tezu da su Bunjevci posebna nacija. Naposljetku je krajem 1939. objavio u Subotičkim novinama otvoreno pismo naslova Kraj jedne zablude. U njemu je javno priznao da je živio u zabludi "da su Bunjevci neka četvrta nacija", a uređivanje i vlasništvo nad listom Nevenom predao je svećeniku Blašku Rajiću, jer su mu zbog poricanja hrvatstva Bunjevaca pretplatnici, mahom bunjevački Hrvati, otkazivali pretplate.("A posli 21 godine ja sam priznao jednu tešku zabludu. Zabludu - da smo mi Bunjevci nika četvrta nacija... Osim toga morao sam viditi kod otvorenih očiju da su se svi nezavisni Bunjevci priznavali Hrvatima, posićivali hrvatske priredbe, potpomagali hrvatsku štampu i svaku hrvatsku manifestaciju. To mi je dalo povoda za razmišljanje. Politika 'Bunjevci ostanite Bunjevci' nije primljena u narodu i ona se drži i sada samo pomoću tankog konopca. 'Mimonarodna' politika ne može da se održi i meni može dabude samo žao što to nisam i ranije opazio...").
Nakon dolaska vlasti NOB u Novi Sad 1945., radio je kao novinar u dnevniku Slobodnoj Vojvodini (listu koji je 26. kolovoza 1945. promijenio ime u Hrvatska riječ), suradnici su mu bili Blaško Vojnić Hajduk, Vladislav Kopunović, Stevan Kolar, Josip Kujundžić, Ljubomir Milin, Mileta Ognjanov, Đuro Kemenj, Antun Vojnić Purčar, Joso Kujundžić, a kasnije i Balint Vujkov. Njegov se rad pojavio 1947. u prvom i jedinom broju Njive, prvog poratnog hrvatskog književnog časopisa u Subotici, glasila subotičkog Hrvatskog kulturnog društva.
Svojim djelima je ušao u antologije poezije i proze bunjevačkih Hrvata iz 1971., sastavljača Geze Kikića, u izdanju Matice hrvatske.
Održavao je kontakte s poznatom Subotičankom Ilonom Fülöp, poznatom filmskom scenaristicom. Zahvaljujući njenom pismu Šokčiću iz 1953., kojeg je našao književnik i knjižar Slavko Matković, uspjelo se spasiti od zaborava subotički dio njenog životopisa.
Autor je opsežne kronologije «Subotica prije i poslije oslobođenja» iz 1934. godine, dviju monografija, monografije o Agi Mamužiću «Život i rad Age Mamužića» i monografija o Miji Mandiću «Mijo Mandić, momenti iz njegovog života i rada». 

## Djela
- Putokaz Bunjevcima u Vojvodini, 1925. (Dionisije Josip Šokčić)
- Subotica, 1934.
- Mijo Mandić. Momenti iz njegovog života i rada, 1934.
- Subotica pre i posle oslobođenja: građa za istoriju Subotice, 1934.
- životopis Age Mamužića (rukopis u Nadbiskupijskom arhivu u Zagrebu)[8]

## Vanjske poveznice
- Antologija proze bunjevačkih Hrvata[neaktivna poveznica]
- Antologija poezije bunjevačkih Hrvata  Arhivirana inačica izvorne stranice od 17. travnja 2008. (Wayback Machine)